# Rokovci
Rokovci – wieś we wschodniej Chorwacji, w żupanii vukowarsko-srijemskiej, w gminie Andrijaševci. W 2011 roku liczyła 2029 mieszkańców. Była wówczas zamieszkana przez 979 mężczyzn i 1050 kobiet.
W miejscowości funkcjonuje klub piłkarski NK Frankopan Rokovci-Andrijaševci.